# Kaczory (województwo warmińsko-mazurskie)
Kaczory (niem. Fürstenwalde) – wieś w Polsce, w województwie warmińsko-mazurskim, w powiecie kętrzyńskim, w gminie Srokowo. Wchodzą w skład sołectwa Leśniewo.
Do 2023 miejscowość była częścią wsi Leśniewo.
W latach 1975–1998 Kaczory administracyjnie należały do województwa olsztyńskiego.